# Айше Сеїтмуратова
Айше Сеїтмуратова (в деяких джерелах Сейтмуратова; крим. Ayşe Seitmuratova; 11 лютого 1937, Аджи-Елі, Маяк-Салинський район, Кримська АРСР, РРФСР, СРСР — 1 червня 2025) — українська радянська дисидентка, журналістка, історикиня і ветеранка кримськотатарського національного руху — була двічі заарештована і засуджена радянською владою. У 1978 р. емігрувала в США, де співпрацювала з радіостанціями «Радіо Свобода», «Бі-бі-сі», Deutsche Welle і «Голос Америки».
Після повернення в Крим займалася благодійністю і допомогою кримським татарам в облаштуванні на півострові.
У 2019 році Айше Сеїтмуратову заарештували в Криму вже російські окупанти. Громадянка США.

## Біографія

### Дитинство та юність
Народилася 11 лютого 1937 року в Аджи-Елі (Державино) Маяк-Салинського району Кримської АРСР п'ятою дитиною в кримськотатарській сім'ї Найме (до шлюбу Джемілєва) і Сеітмурата Бурсеітових. Мати виросла в багатій родині в селі Сараймін на Керченському півострові.
Рідне село батька — Аджи-Елі. 1 жовтня 1941 року батька призвали на фронт (пізніше загинув), а в лютому 1942 року народилася сестра Фатма. 18 травня 1944 року семирічну Айше разом з матір'ю, п'ятьма малолітніми братами і сестрою депортували з Криму. На початку червня 1944 року родина прибула на станцію Зірабулак Хатирчінского району Самаркандської області Узбецької РСР. У сараях, в яких їх поселили, до того тримали віслюків. Мати і старші брати Айше працювали на вольфрамовому руднику Лянгар, Айше у цей час приглядала за молодшими братом і сестрою.
У 1953 вони змогли переїхати ближче до Самарканду. У 1957 році Айше вступила на історичний факультет Самаркандського університету. У 1963 році вона на «відмінно» закінчила навчання. Працювала в школі і асистенткою на історичному факультеті університету. Успішно склала іспити до аспірантури Інституту історії АН СРСР, проте її не зарахували ні туди, ні в Інститут історії АН Узбекистану. Повернулася в Самарканд, де працювала викладачкою історії в вечірній школі, а також погодинно в університеті.

### Участь у кримськотатарському національному русі
У 1964 році Айше Сеїтмуратова долучилась до кримськотатарського національного руху та ввійшла у ініціативну групу Самаркандської області. Влітку 1965 го на зустрічі групи представників кримських татар з завідувачем приймальні в ЦК КПРС Строгановим на запитання, хто конкретно ображає кримських татар, відповіла: «По-перше — це Наказ ДКО від 11 травня про виселення кримських татар, а по-друге, які імена вам потрібні — нас ображає сама Радянська влада».
14 жовтня 1966 року Сеїтмуратову заарештували та відправили до Москви, де тримали в слідчому ізоляторі Лефортовської в'язниці. У травні 1967 року відбувся секретний і закритий суд, на якому розглядалася справа за статтею 74 КК РРФСР «За розпалювання расової та міжнаціональної ворожнечі». У результаті їй дали три роки умовно. Вона і далі бере активну участь у зборі та тиражуванні матеріалів кримськотатарського самвидаву, займається складанням текстів протестів і звернень до вищих державних інстанцій СРСР, пише і поширює через радянські правозахисні організації матеріали про кримськотатарський національний рух.
У 1967 році за четвертою спробою Айше Сеїтмуратова вступила до аспірантури Інституту історії АН СРСР. У червні 1971 року, за кілька місяців до захисту дисертації, її знову заарештували і засудили за статтею 191 КК УзССР і статтею 190 КК РРФСР на 3 роки позбавлення волі. Відбувала термін у мордовських таборах Барашево і Явас. Була звільнена в 1974 році без права наукової і викладацької діяльності. Вона і надалі продовжувала брати участь у національному русі. Часто літала в Крим, де збирала інформацію про переслідування кримськотатарських сімей, які намагалися прописатися в Криму. Ця інформація передавалася московським дисидентам для «Хроніки поточних подій» — правозахисного бюлетеня, у який заносились факти порушень прав людини в СРСР.
Через свою активну діяльність Айше Сеїтмуратова мусила покинути СРСР. У 1978 році, коли вона дізналася про те, що радянська влада може запроторити її в психлікарню, вона заявила: «Тліти і повільно вмирати там я не збираюся, я полум'ям згорю на Красній площі. Мені втрачати нічого, але перш ніж це зробити, я звернуся до всього мусульманського світу і опишу життя мусульманки в СРСР». У своїй заяві Андропову вона писала: «Від усіх форм переслідування в країні рад мене врятує смерть». Незадовго до цієї заяви 23 червня 1978 року в Криму вчинив акт самоспалення Муса Мамут, в знак протесту проти дискримінаційної політики влади, яка не дозволяла кримськотатарському народу в цілому і його сім'ї зокрема селитися у себе на батьківщині в Криму. Через два дні після заяви Айше Сеїтмуратовій дали дозвіл на еміграцію, адже радянська влада не хотіла повторення історії та світового резонансу. Певний вплив в цьому питанні зіграли клопотання перед радянським урядом відомого американського сенатора Дж. Джавітса.

### В еміграції
У листопаді 1978 року Айше Сеїтмуратова емігрувала спочатку до Відня, а у січні 1979 року прибула до Нью-Йорка. Там вона вивчила англійську мову та почала працювати позаштатною кореспонденткою «Голосу Америки», вести програми російською, узбецькою, азербайджанською мовою зокрема про національне питання кримських татар. Її виступи передавали ВВС, «Радіо Свобода», «Дойче Велле».
Брала участь у багатьох міжнародних конференціях із захисту прав людини, які відбувалися в Вашингтоні, Оттаві, Монреалі, Лондоні, Стокгольмі, Осло, Анкарі, Стамбулі та Римі. У листопаді 1986 року запрошена до Відня на конференцію представників держав-учасниць Наради з безпеки і співробітництва в Європі. Сеїтмуратова підготувала брошуру англійською мовою, присвячену захисту Мустафи Джемілєва, який в цей період знаходився в ув'язненні в Магадані.
У матеріалі були факти і фотодокументи про Джемілєва, а також звернення з проханням сприяти його звільненню. Її поширили серед міністрів закордонних справ 35 держав-учасниць конференції. Вважається, що Віденська конференція дала старт звільненню політичних ув'язнених СРСР. Після конференції за розпорядженням Генерального секретаря ЦК КПРС Михайла Горбачова був повернений із заслання в Москву А. Д. Сахаров і звільнений з табору М. А. Джемілєв. Айше Сеїтмуратова зустрічалася з лідерами різних країн світу і на цих зустрічах акцентувала на кримськотатарському питанні. Двічі (у 1982 і 1988 роках) президент США Рейган запрошував її у Білий дім. Вона стала першою мусульманкою, запрошеною на аудієнцію з цим президентом.
Айше Сеїтмуратова брала участь в діяльності міжнародних громадських організацій, зокрема Amnesty International, «Міжнародна федерація за права людини», «Американська Гельсінська група», «Центр за демократію в СРСР». У 1986 році вона організувала в 12 країнах «Комітети на захист Мустафи Джемілєва». Активно виступала за звільнення Юрія Османова, Решата Аблаєва, Сінавера Кадирова і інших учасників кримськотатарського національного руху.

### Повернення до Криму
На початку 1990-х Айше Сеїтмуратова повернулася до Криму. У 1992—1993 роках вона роздавала допомогу жінкам і дітям, дитячий одяг. У 1996 році літаком через Нью-Йорк і Стамбул привезла обладнання на загальну суму 12 тисяч доларів в медичний центр. У 1997 році опублікувала брошуру під назвою «Національний рух кримських татар». Айше Сеітмуратова заснувала благодійний Фонд «Мерхамет Еві» (з кр.тат. — «Будинок доброти»), який опікувався самотніми літніми людьми, людьми з інвалідністю, багатодітними сім'ями. Самостійно побудувала пансіонат для самотніх літніх людей «К'артлар Еві» (з кр.тат. — «Будинок старих»), що відкрився в 2001 році.
У 2014 році Айше Сеїтмуратова засудила анексію Криму Росією. «Ми добре знаємо, що в 90-х роках Україна прийняла нас, як один з народів своєї країни. Так, Україна не змогла нам дати все те, що ми хотіли. Однак сама Україна до сих пір не встала на ноги, але я впевнена, що ми сьогодні повинні будувати свою державність разом з Україною, українським народом. і разом з Україною ми досягнемо успіху і розквіту», — виголосила вона на останній сесії Курултаю кримськотатарського народу у березні 2014 року.
У грудні 2014 року до Айше Сеітмуратової прийшли два співробітники російської прокуратури та міграційної служби і звинуватили її в порушенні російського законодавства.
8 листопада 2019 року її не пропустили через адміністративно-пропускний пункт «Чаплинка», оскільки вона має іноземне громадянство. Про це повідомив глава Меджлісу кримськотатарського народу Рефат Чубаров. «Відправили її на контрольно-пропускний пункт Чонгар: мовляв, іноземці можуть перетнути кордон» у зазначеному пункті. Від Чаплинки до Чонгара відстань понад 120 кілометрів", — написав він. Пізніше він повідомив, що Сеїтмуратова повернулася до Сімферополя.
Вона жила в анексованому Криму. Айше Сеїтмуратова була громадянкою США, тож їй продовжили дозвіл на проживання до 2025 року. Повертатися в Америку вона не планувала: «Ні. Я хочу бути зі своїм народом. Я народилася в Криму, це моя Батьківщина, а не Батьківщина Путіна. Мене позбавляли Батьківщини все життя. Більше так не буде».
1 червня 2025 року Айше Сеїтмуратова померла в Криму.

## Нагороди
- Орден «За мужність» І ступеня (30 січня 2007) — за значний внесок у соціально-економічний, культурний розвиток Автономної Республіки Крим, вагомі трудові досягнення та з нагоди Дня Автономної Республіки Крим[19];